# Zagreb Open (stolni tenis)
ITTF Challenge Zagreb Open je međunarodni stolnoteniski turnir iz ITTF Challenge serije koji se održava u Zagrebu.

## Izdanja
2020.
Prvo seniorsko međunarodno stolnotenisko natjecanje nakon gotovo osam mjeseci. Finalistica Plaian osvojila je turnir U21 konkurencije. U muškoj konkurenciji prva četiri nositelja bila su u polufinalu.
2019.
Japanka Miyuu Kihara je osvojivši turnire u parovima i singlu s 14 godina i 278 dana postala najmlađa igračica koja je na otvorenom međunarodnom turniru, od postanka ITTF Svjetske serije 1996. godine, osvojila dva naslova na istom izdanju turnira. Postala je i druga najmlađa igračica koja je osvojila pojedinačni naslov bilo na ITTF Svjetskoj seriji bilo na ITTF Challenge seriji. Sunarodnjakinja Mima Ito ostaje najmlađa s 14 godina i 153 dana.  Honoka Hashomoto i Hitomi Sato, izgubivši u finalu parova, nisu uspjele postati prvi par s 3 titule u nizu na jednom otvorenom međunarodnom turniru od postanka ITTF Svjetske serije 1996. godine.
2018.
Saki Shibata osvojila je pojedinačne naslove u seniorskoj i U21 konkurenciji.
2015.
Nastupila je Japanka Mima Ito i izgubila u polufinalu od kasnije pobjednice.
| Naziv turnira ?–? Croatia Open ?–? Croatia (Zagreb) Open ?–? Zagreb (Croatia) Open ?–? Zagreb Open | Rang 2017.– ITTF Challenge Series 2013.–'16. ITTF World Tour – Challenge Series 1998. – 2012. ?? |

Kazalo:
broj ispred imena igrača označava nositeljstvo turnira
| Broj država | Broj natjecatelja | Broj natjecatelja | Izdanje | Ref   | M                        | M           | M                    | M                                           | M      | M                                           | Ž                    | Ž           | Ž                    | Ž                                           | Ž      | Ž                                           |
| ----------- | ----------------- | ----------------- | ------- | ----- | ------------------------ | ----------- | -------------------- | ------------------------------------------- | ------ | ------------------------------------------- | -------------------- | ----------- | -------------------- | ------------------------------------------- | ------ | ------------------------------------------- |
| Broj država | Broj natjecatelja | Broj natjecatelja | Izdanje | Ref   | Pojedinačno              | Pojedinačno | Pojedinačno          | Parovi                                      | Parovi | Parovi                                      | Pojedinačno          | Pojedinačno | Pojedinačno          | Parovi                                      | Parovi | Parovi                                      |
| Broj država | M                 | Ž                 | Izdanje | Ref   | Pobjednik                | Rez.        | Finalist             | Pobjednici                                  | Rez.   | Finalisti                                   | Pobjednica           | Rez.        | Finalistica          | Pobjednice                                  | Rez.   | Finalistice                                 |
| 9           |                   |                   | 2021.   |       | Nepoznata kratica »«     | :           | Nepoznata kratica »« | Nepoznata kratica »« · Nepoznata kratica »« | :      | Nepoznata kratica »« · Nepoznata kratica »« | Nepoznata kratica »« | :           | Nepoznata kratica »« | Nepoznata kratica »« · Nepoznata kratica »« | :      | Nepoznata kratica »« · Nepoznata kratica »« |
|             |                   |                   | 2020.   |       | Vladimir Samsonov (6)    | 3:1         | Frane Kojić          | Nepoznata kratica »« · Nepoznata kratica »« |        | Nepoznata kratica »« · Nepoznata kratica »« | Petra Petek          | 3:2         | Tania Plaian         | Nepoznata kratica »« · Nepoznata kratica »« |        | Nepoznata kratica »« · Nepoznata kratica »« |
|             |                   |                   | 2019.   |       | Anton Källberg           | 4:1         | Kristian Karlsson    | Shunsuke Togami Yukiya Uda                  | 3:2    | Martin Allegro Florent Lambiet              | Miyuu Kihara         | 4:3         | Miyu Kato            | Miyuu Kihara Miyu Nagasaki                  | 3:1    | Honoka Hashimoto Hitomi Sato                |
|             |                   |                   | 2018.   | [ 5 ] | 6, Panagiotis Gionis (2) | 4:1         | 1, Ricardo Walther   | 1, Nandor Ecseki Adam Szudi                 | 3:0    | Wang-Wei Peng Chia-Hung Sun                 | 5, Saki Shibata      | 4:2         | 3, Elizabeta Samara  | 1, Honoka Hashimoto Hitomi Sato             | 3:1    | 2, Matilda Ekholm Georgina Pota             |
|             |                   |                   | 2017.   |       | Panagiotis Gionis        | 4:2         | Tristan Flore        | Nepoznata kratica »« · Nepoznata kratica »« |        | Nepoznata kratica »« · Nepoznata kratica »« | Honoka Hashimoto     | 4:0         | Sofia Polcanova      | Honoka Hashimoto Hitomi Sato                |        | Nadezhda Bogdanova Daria Trigolos           |
|             |                   |                   | 2016.   |       | Joo Saehyuk              | 4:3         | Jung Youngsik        | Patrick Franziska Jonathan Groth            |        | Jung Youngsik                               | Hitomi Sato          | 4:1         | Miu Hirano           | Nepoznata kratica »« · Nepoznata kratica »« |        | Nepoznata kratica »« · Nepoznata kratica »« |
|             |                   |                   | 2015.   |       | Maharu Yoshimura         | 4:2         | Tan Ruiwu            |                                             | 3:0    | Nepoznata kratica »« · Nepoznata kratica »« | Hyojoo Choi          | 4:1         | Xiaonu Shan          | Nepoznata kratica »« · Nepoznata kratica »« | 3:0    | Nepoznata kratica »« · Nepoznata kratica »« |
|             |                   |                   | 2014.   |       | Ricardo Walther          | 4:3         | Masaki Yoshida       | Nepoznata kratica »« · Nepoznata kratica »« |        | Nepoznata kratica »« · Nepoznata kratica »« | Xiaoxin Yang         | 4:1         | Misako Wakamiya      | Nepoznata kratica »« · Nepoznata kratica »« |        | Nepoznata kratica »« · Nepoznata kratica »« |
|             |                   |                   | 2013.   |       | Abdel-Kader Salifou      | 4:3         | Roko Tošić           | Nepoznata kratica »« · Nepoznata kratica »« |        | Nepoznata kratica »« · Nepoznata kratica »« | Dasom Lee            | 4:3         | 1, Matilda Ekholm    | Nepoznata kratica »« · Nepoznata kratica »« |        | Nepoznata kratica »« · Nepoznata kratica »« |
|             |                   |                   | 2012.   |       | Tan Ruiwu                | 4:0         | Roko Tošić           | Nepoznata kratica »« · Nepoznata kratica »« |        | Nepoznata kratica »« · Nepoznata kratica »« | Szandra Pergel       | 4:3         | Polina Mihailova     | Nepoznata kratica »« · Nepoznata kratica »« |        | Nepoznata kratica »« · Nepoznata kratica »« |
|             |                   |                   | 2011.   |       | Nepoznata kratica »«     |             | Nepoznata kratica »« | Nepoznata kratica »« · Nepoznata kratica »« |        | Nepoznata kratica »« · Nepoznata kratica »« | Nepoznata kratica »« |             | Nepoznata kratica »« | Nepoznata kratica »« · Nepoznata kratica »« |        | Nepoznata kratica »« · Nepoznata kratica »« |
|             |                   |                   | 2010.   |       | Nepoznata kratica »«     |             | Nepoznata kratica »« | Nepoznata kratica »« · Nepoznata kratica »« |        | Nepoznata kratica »« · Nepoznata kratica »« | Nepoznata kratica »« |             | Nepoznata kratica »« | Nepoznata kratica »« · Nepoznata kratica »« |        | Nepoznata kratica »« · Nepoznata kratica »« |
|             |                   |                   | 2009.   |       | Nepoznata kratica »«     |             | Nepoznata kratica »« | Nepoznata kratica »« · Nepoznata kratica »« |        | Nepoznata kratica »« · Nepoznata kratica »« | Nepoznata kratica »« |             | Nepoznata kratica »« | Nepoznata kratica »« · Nepoznata kratica »« |        | Nepoznata kratica »« · Nepoznata kratica »« |
|             |                   |                   | 2008.   |       | Nepoznata kratica »«     |             | Nepoznata kratica »« | Nepoznata kratica »« · Nepoznata kratica »« |        | Nepoznata kratica »« · Nepoznata kratica »« | Nepoznata kratica »« |             | Nepoznata kratica »« | Nepoznata kratica »« · Nepoznata kratica »« |        | Nepoznata kratica »« · Nepoznata kratica »« |
|             |                   |                   | 2007.   |       | Hao Shuai                |             | Nepoznata kratica »« | Wang Hao Ma Lin                             |        | Nepoznata kratica »« · Nepoznata kratica »« | Guo Yue              |             | Nepoznata kratica »« | Chen Qing Li Xiaoxia                        |        | Nepoznata kratica »« · Nepoznata kratica »« |
|             |                   |                   | 2006.   |       | Vladimir Samsonov (5)    |             | Nepoznata kratica »« | Wang Hao Chen Qi                            |        | Nepoznata kratica »« · Nepoznata kratica »« | Guo Yue              |             | Nepoznata kratica »« | Li Nan Zhang Yining                         |        | Nepoznata kratica »« · Nepoznata kratica »« |
|             |                   |                   | 2005.   |       | Vladimir Samsonov (4)    |             | Nepoznata kratica »« | Ko Lai Chak Li Ching                        |        | Nepoznata kratica »« · Nepoznata kratica »« | Tie Ya Na            |             | Nepoznata kratica »« | Tie Ya Na Zhang Rui                         |        | Nepoznata kratica »« · Nepoznata kratica »« |
|             |                   |                   | 2004.   |       | Werner Schlager          |             | Nepoznata kratica »« | Lee Chul-Seung Ryu Seung-Min                |        | Nepoznata kratica »« · Nepoznata kratica »« | Kim Kyung-Ah         |             | Nepoznata kratica »« | Jun Hye-Kyung Kim Moo-Kyo                   |        | Nepoznata kratica »« · Nepoznata kratica »« |
|             |                   |                   | 2003.   |       | Wang Hao                 |             | Nepoznata kratica »« | Ko Lai Chak Li Ching                        |        | Nepoznata kratica »« · Nepoznata kratica »« | Zhang Yining         |             | Nepoznata kratica »« | Wang Nan Zhang Yining                       |        | Nepoznata kratica »« · Nepoznata kratica »« |
|             |                   |                   | 2002.   |       | Nepoznata kratica »«     |             | Nepoznata kratica »« | Nepoznata kratica »« · Nepoznata kratica »« |        | Nepoznata kratica »« · Nepoznata kratica »« | Nepoznata kratica »« |             | Nepoznata kratica »« | Nepoznata kratica »« · Nepoznata kratica »« |        | Nepoznata kratica »« · Nepoznata kratica »« |
|             |                   |                   | 2001.   |       | Ma Wenge                 |             | Nepoznata kratica »« | Patrick Chila Jean-Philippe Gatien          |        | Nepoznata kratica »« · Nepoznata kratica »« | Guo Yan              |             | Nepoznata kratica »« | Niu Jianfeng Bai Yang                       |        | Nepoznata kratica »« · Nepoznata kratica »« |
|             |                   |                   | 2000.   |       | Vladimir Samsonov (3)    |             | Nepoznata kratica »« | Chang Yen-Shu Chiang Peng-Lung              |        | Nepoznata kratica »« · Nepoznata kratica »« | Chire Koyama         |             | Nepoznata kratica »« | Chen Jing Xu Jing                           |        | Nepoznata kratica »« · Nepoznata kratica »« |
|             |                   |                   | 1999.   |       | Vladimir Samsonov (2)    |             | Nepoznata kratica »« | Patrick Chila Jean-Philippe Gatien          |        | Nepoznata kratica »« · Nepoznata kratica »« | Tamara Boroš         |             | Nepoznata kratica »« | Olga Nemes Elke Schall                      |        | Nepoznata kratica »« · Nepoznata kratica »« |
|             |                   |                   | 1998.   |       | Vladimir Samsonov        |             | Nepoznata kratica »« | Karl Jindrak Werner Schlager                |        | Nepoznata kratica »« · Nepoznata kratica »« | Jing Tian-Zörner     |             | Nepoznata kratica »« | Csilla Bátorfi Krisztina Tóth               |        | Nepoznata kratica »« · Nepoznata kratica »« |
|             |                   |                   | 1997.   |       | Nepoznata kratica »«     |             | Nepoznata kratica »« | Nepoznata kratica »« · Nepoznata kratica »« |        | Nepoznata kratica »« · Nepoznata kratica »« | Nepoznata kratica »« |             | Nepoznata kratica »« | Nepoznata kratica »« · Nepoznata kratica »« |        | Nepoznata kratica »« · Nepoznata kratica »« |
|             |                   |                   | 1996.   |       | Nepoznata kratica »«     |             | Nepoznata kratica »« | Nepoznata kratica »« · Nepoznata kratica »« |        | Nepoznata kratica »« · Nepoznata kratica »« | Nepoznata kratica »« |             | Nepoznata kratica »« | Nepoznata kratica »« · Nepoznata kratica »« |        | Nepoznata kratica »« · Nepoznata kratica »« |
|             |                   |                   | 1995.   |       | Feng Zhe                 |             | Jaromir Truksa       | Nepoznata kratica »« · Nepoznata kratica »« |        | Nepoznata kratica »« · Nepoznata kratica »« | Gong Jaochum         |             | He Lin               | Nepoznata kratica »« · Nepoznata kratica »« |        | Nepoznata kratica »« · Nepoznata kratica »« |
|             |                   |                   | 1994.   |       | Nepoznata kratica »«     |             | Nepoznata kratica »« | Nepoznata kratica »« · Nepoznata kratica »« |        | Nepoznata kratica »« · Nepoznata kratica »« | Nepoznata kratica »« |             | Nepoznata kratica »« | Nepoznata kratica »« · Nepoznata kratica »« |        | Nepoznata kratica »« · Nepoznata kratica »« |
|             |                   |                   | 1993.   |       | Liu Guoliang             |             | Xiong Ke             | Wang Yonggang Xiong Ke                      |        | Lin Zhigang Liu Guoliang                    | Wang Chen            |             | Wu Na                | Vivien Ellö Elke Schall                     |        | Wang Chen Zhu Qingni                        |

### Statistika (2019.)
Challenge serija
|   | Stolnotenisač(ica) | Pobjede | Pobjede | Pobjede | Finala |
| Σ | Stolnotenisač(ica) | S       | D       |         | Finala |
| - | ------------------ | ------- | ------- | ------- | ------ |
| Ž | Honoka Hashimoto   | 3       | 1       | 2       | 4      |
| Ž | Hitomi Sato        | 3       | 1       | 2       | 4      |

Sva izdanja
|   | Stolnotenisač(ica) | Pobjede | Pobjede | Pobjede | Finala |
| Σ | Stolnotenisač(ica) | S       | D       |         | Finala |
| - | ------------------ | ------- | ------- | ------- | ------ |
| M | Wang Hao           | 3       | 1       | 2       |        |
| Ž | Honoka Hashimoto   | 3       | 1       | 2       | 4      |
| M | Vladimir Samsonov  | 6       | 6       |         |        |
| Ž | Hitomi Sato        | 3       | 1       | 2       | 4      |
| Ž | Zhang Yining       | 3       | 1       | 2       |        |

|   | Parovi        | Parovi               | Pobjede | Finala |   |  |
| - | ------------- | -------------------- | ------- | ------ | - |  |
| M | Ko Lai Chak   | Li Ching             | Pobjede | Finala | 2 |  |
| M | Patrick Chila | Jean-Philippe Gatien | 2       |        |   |  |

- Najviše rangirani ___ po ITTF pojedinačnoj ljestvici koji su nastupili na turniru:
  - igrač:
  - igračica:

- Najniže rangirani ___ po ITTF pojedinačnoj ljestvici koji su osvojili turnir u singlu:
  - igrač:
  - igračica: